# Bitxo

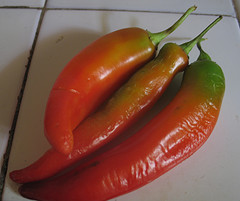
Bitxo, vitet o pebrina

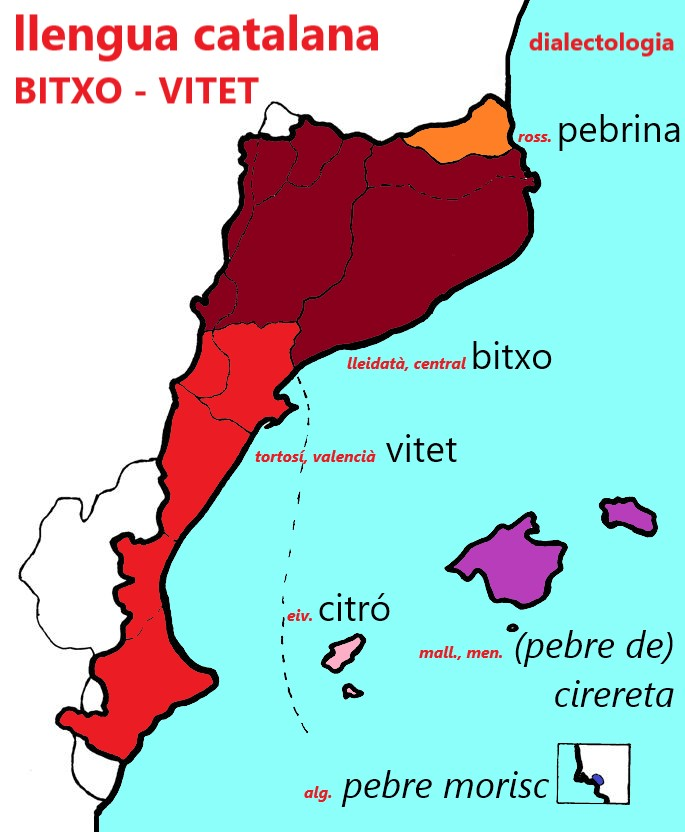
Mapa de les veus dialectals per a bitxo o vitet (Blog «Quina la fem?).

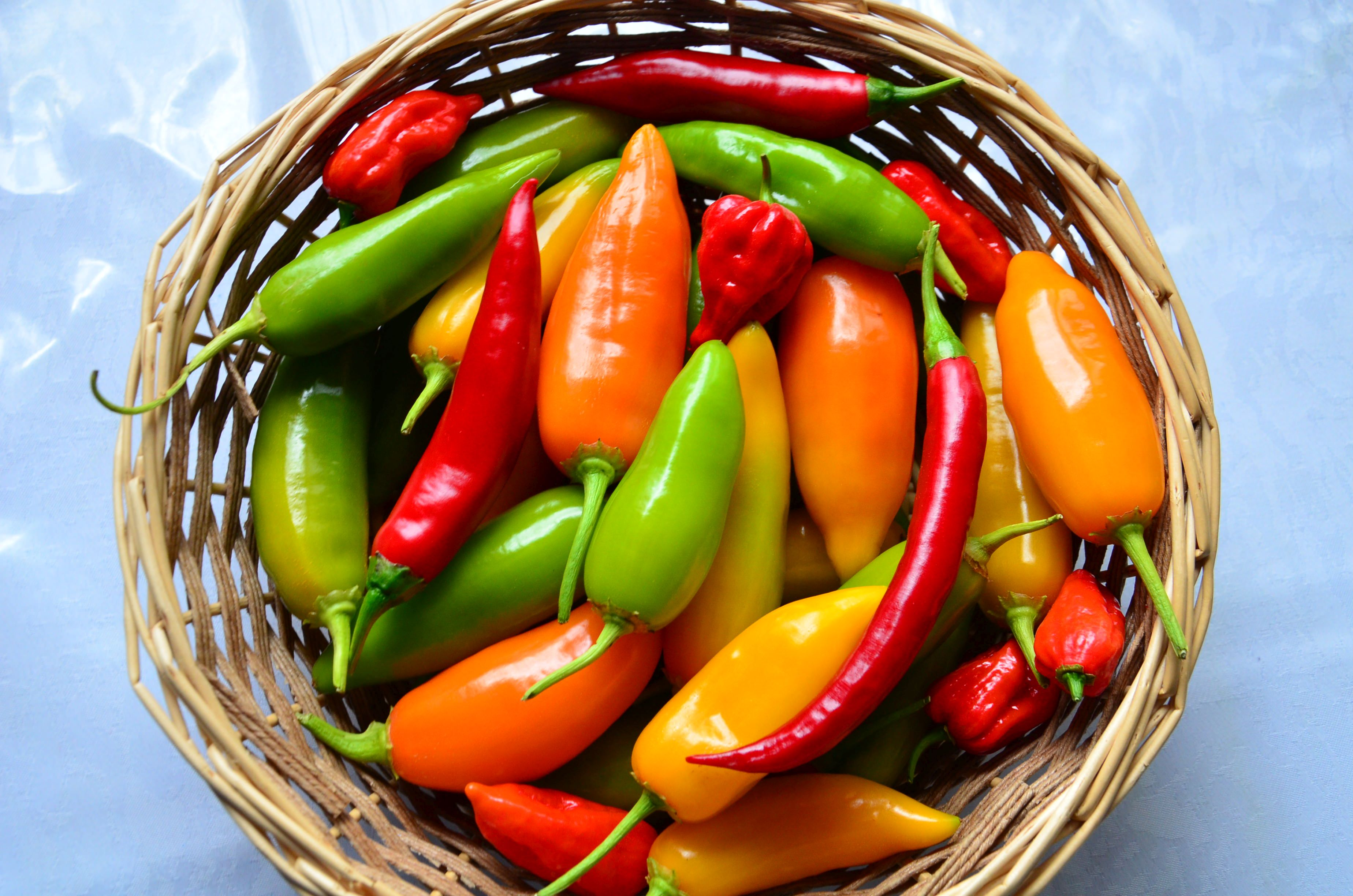
Bitxo

El bitxo (o millor vitxo) o vitet, o el coralet, o la pebrina és un fruit d'una pebrotera anomenada vitxera (Capsicum annuum varietat longum).
És de forma prima i allargada. Presenta un alt contingut en capsaïcina i per aquest motiu és intensament coent o picant. S'utilitza com a condiment culinari de molts plats i salses. A l'Amèrica tropical trobem altres espècies semblants com el pebre de Caiena o el xili. És un condiment molt utilitzat a l'Índia i es troba en la major part de plats. A Xile s'utilitza en la gastronomia maputxe per elaborar condiments picants com el merkén.

## Noms dialectals
A part de vitxo o vitet (típic del País Valencià), també rep els noms no tan escampats i localitzats (llista per ordre alfabètic i no-exhaustiu) de bajoca roja (Alcoi), cireret, cirereta (País Valencià, Gironès, Empordà, Mallorca), citró (Eivissa), coent(a), coentet (Benissa), coral, coralet (plana de Castelló i alguns pobles del Segrià com La Granja d'Escarp), cornet (Ibi), corneta, ditet (Alcoi), nyoreta, ovalet (tortosí), parleta (tortosí), pebre de banyeta (Menorca), pebre coent, pebrera coenta, pebreta, pebrina (rossellonès, gironí), pesteta (Maestrat, tortosí), viró (Callosa d'en Sarrià, Benimantell, El Campello), visolet (Agres, Muro), xitxó...
Altres propietats del vitxo són els efectes estimulants digestius i carminatius. També s'utilitza externament contra els dolors reumàtics i el torticoli.

### Noms segons la coentor
Els vitxos en pols es classifiquen en tres categories principals segons llur força:
- Vitxer o vitxo dolç : no pica o cou pas
- Vitxo agredolç : picantor intermèdia,
- Vitxo coent o picant : picant o fins molt picant.

A Hongria, els paprika en pols també es classifiquen segons llur intensitat.

## Etimologia
El mot escrit amb v inicial no apareix com a entrada principal de cap diccionari, solament quan en donen l'etimologia o per a remetre el lector al mot més comú o normalitzat. Vegeu: el Diccionari normatiu valencià, on vitxo no apareix, bitxo sí, però remet a vitet; el no normatiu Diccionari General de la Llengua Valenciana, on no apareixen ni bitxo ni vitxo, però sí vitet; el Diccionari català-valencià-balear, on no apareix vitxo (excepte a l'etimologia), però sí bitxo i vitet; el DIEC, on sí que apareix vitxo però et remet a bitxo, i vitet té la seva pròpia entrada; i el Gran Diccionari de la llengua catalana, on tant vitxo com vitet remeten a bitxo. Aquest nom deriva de vit, penis, per semblança a un fal·lus, com també el geosinònim vitet i la seva homonimització en 'ditet'.
L'etimologia del mot bitxo al Diccionari català-valencià-balear és: "Etim.: segons Coromines (Est. Rom. iii, 223), del valencià vitx, que és el plural de vit, mat. sign. (<llatí vĕcte, ‘membre viril'). Damunt vitx (pronunciat així a Castelló), es degué formar a Catalunya un nou plural analògic amb -os (vitxos), i sobre aquest un singular també analògic vitxo (escrit bitxo)."